# Coupe de Belgique de football 1963-1964
Vous pouvez aider à l'améliorer ou bien discuter des problèmes sur sa page de discussion.
- L’orthographe et/ou la grammaire sont à vérifier. (Marqué depuis mai 2024)
- Sa typographie ne respecte pas les conventions de Wikipédia. Vous pouvez solliciter de l’aide de l’Atelier typographique. (Marqué depuis mai 2024)
- Il n’est pas rédigé dans un style encyclopédique. (Marqué depuis mai 2024)

Navigation
Édition précédente Édition suivante
La Coupe de Belgique de football 1963-1964 est la neuvième édition de la Coupe de Belgique de football. Cette compétition s'est tenue l'année du centenaire de la Fédération belge de football après une pause de sept saisons.
À cette époque, la Coupe d'Angleterre existait depuis 92 ans, la Coupe de France 46, et la Coupe d'Allemagne 30. La Coupe de Belgique, bien que créée depuis 52 ans, ne comptait donc que neuf éditions. Ces suspensions à répétition sont dues au désintérêt manifesté par les dirigeants du football belge qui ont longtemps privilégié le championnat national à la Coupe de Belgique. Cette compétition était jugée peu lucrative par les clubs les plus prestigieux, qui lui préféraient souvent des tournois ou des matchs amicaux à l'étranger.
Lors de cette édition, les Buffalos de La Gantoise se sont imposés face au K. Diest S.K..

## Retour sur l'histoire de la Coupe de Belgique
C'est en 1912 qu'a été fondée la Coupe de Belgique. Trois éditions ont donc été organisées avant la Première Guerre Mondiale. Suite à celle-ci, la compétition n'a été réouverte qu'à deux reprises, lors des saisons 1926-1927 et 1934-1935. Ce n'est qu'en 1953 que la compétition reprend et ce, jusqu'en 1956. Aux cours de ces trois compétitions, des évaluations sur la poursuite de ces évènements ont été lancées. Les résultats se sont révélés positifs et la majorité des clubs se sont déclarés favorables à un maintien durable de la compétition. Malgré cela, la Coupe a disparu du calendrier lors de la saison 1956-1957.

## Création de la Coupe des Vainqueurs de Coupes
La Coupe d'Europe des Vainqueurs de Coupe a été créée en 1955 à la suite des succès de la Coupe des clubs champions européens et de la Coupe des villes de foires. En 1961, la Coupe d'Europe des vainqueurs de Coupes débute. L'UEFA prend en charge son organisation dès l'année suivante.
Le succès populaire de ce que l'on désigne couramment comme la « Coupe des Coupes », également connue sous le nom de CE2, a incité la Fédération belge de football à relancer sa coupe nationale. Cette décision a été officialisée lors de l'Assemblée générale statutaire de l'URBSFA, tenue le 30 juin 1962. Cette nouvelle relance s'est avérée fructueuse, et à partir de 1963, la Coupe de Belgique est organisée de manière annuelle.

## Format de la Coupe de Belgique 1963-1964
Pour sa réapparition en 1963, la Coupe de Belgique adopte un nouveau format. Le principe des rencontres à élimination directe en une seule manche sur le terrain de la première équipe tirée au sort est maintenu, mais le nombre de participants est réduit de moitié. Alors que la phase finale de l'épreuve de 1953 à 1956 regroupait 128 équipes à partir des 64es de finale, la version modernisée ramène ce nombre à 64 équipes à partir des 32es de finale.
Les clubs de Division 1 et de Division 2 attendent les 32 équipes qualifiées des quatre premiers tours, dits « préliminaires », qui se composent d'un tour préliminaire et de trois tours éliminatoires. Le premier tour ne concerne plus que 128 clubs provinciaux, rejoints au deuxième tour par les équipes de Promotion. Les formations de Division 3 entrent en lice lors du quatrième tour.
Il est important de noter que, selon la décision du Comité exécutif de l'URBSFA, la désignation des participants et leur moment d'entrée en compétition se basent sur la division des clubs lors de la saison précédente. Ainsi, pour cette édition 1963-1964, les clubs participent selon la division dans laquelle ils évoluaient en 1962-1963.

### Épreuve de départage
Le règlement de cette neuvième Coupe de Belgique mentionne l'expression « bottés de penaltys », qui désigne le processus de départage en cas d'égalité à la fin d'un match. Cette méthode est similaire à ce que l'on appelle aujourd'hui les tirs au but. Chaque équipe effectue cinq penaltys (avec cinq tireurs différents), et si les deux équipes sont à égalité après ces cinq tirs, l'exercice se poursuit avec les mêmes tireurs jusqu'à ce qu'un vainqueur soit déterminé.

#### Déroulement des tours
Le déroulement des tours est organisé comme suit :* Tour 1 - Tour préliminaire : 64 rencontres impliquant 128 clubs des séries provinciales.
- Tours 2, 3 et 4 - Stade éliminatoire :
  - Tour 2 : 64 rencontres, avec les 64 qualifiés du Tour 1 et les 64 clubs de Promotion (qui sont têtes de série et ne se rencontrent pas entre eux).
  - Tour 3 : 32 rencontres, avec les 64 qualifiés du Tour 2 (tirage intégral, sans tête de série).
  - Tour 4 : 32 rencontres, avec les 32 qualifiés du Tour 3 et les 32 clubs de Division 3 (têtes de série et non confrontés entre eux).

Les 32 équipes qui parviennent à se qualifier à l'issue de ces quatre tours accèdent au Stade final.

#### Stade final
- 1/32e de finale : 32 qualifiés du Tour 4, plus 16 clubs de Division 2 et 16 clubs de Division 1 (D1 et D2 sont en têtes de série et ne se rencontrent pas entre elles).
- 1/16e de finale : tirage intégral, sans têtes de série.
- 1/8e de finale
- 1/4 de finale
- 1/2 finales
- Finale

## Tactiques utilisées en matchs
Celle-ci classait généralement les joueurs selon le schéma « GK-2-3-5 », correspondant au système de jeu connu sous le nom de « vieux WM », qui comptait encore de nombreux adeptes au début des années 1960.
Bien que l'émulation de jeu ait évolué au fil des ans, les schémas tactiques tels que le « 4-2-4 », le « 4-4-2 » et le « 4-3-3 », qui deviendront par la suite prédominants, étaient encore relativement peu utilisés à cette époque.

## Contexte historique
En 1963, la frontière linguistique en Belgique est définitivement établie. Les décennies qui suivent sont marquées par plusieurs modifications et adaptations de la Constitution belge, entraînant la création des entités fédérées : les Communautés en 1971 et les Régions en 1970, bien que ces dernières n'obtiennent un pouvoir exécutif qu'en 1980.
En 1995, la Province de Brabant est administrativement scindée. Cependant, au sein de l'URBSFA, cette division reste unitaire pendant encore vingt ans, jusqu'à la réforme des compétitions mise en œuvre en 2015.
Abréviations des Divisions
- (I) : club évoluant en Division 1
- (II) : club évoluant en Division 2
- (III) : club évoluant en Division 3
- (P) : club évoluant en Promotion
- (p-...) : club évoluant dans les séries provinciales concernées - le chiffre indique la division
- : Tenant du trophée (depuis 1956)

Abréviations des Provinces
- (Anv) :  Province d'Anvers
- (BtV) :  Province du Brabant flamand
- (BtW) :  Province du Brabant wallon
- (bru) :  Bruxelles
- (WVl) :  Province de Flandre-Occidentale
- (OVl) :  Province de Flandre-Orientale
- (Hai) :  Province de Hainaut
- (Liè) :  Province de Liège
- (Lim) :  Province de Limbourg
- (Lux) :  Province de Luxembourg
- (Nam) :  Province de Namur

## Trente-deuxièmes de finale («Cinquième tour»)
La Coupe de Belgique entre dans son « stade final » avec les trente-deuxièmes de finale, disputés par 64 clubs. Ce tour comprend 14 clubs de Division 2, 16 clubs de Division 1, ainsi que les deux équipes reléguées de D2 en D3 à la fin de la saison précédente. Ces derniers, considérés comme têtes de série, ne peuvent pas se rencontrer entre eux. Ils affrontent les 32 équipes qualifiées des tours préliminaires.
Une fois ce tour joué, la fédération n'a pas encore fixé la date précise des 16es de finale. Il apparaît alors que les équipes de Division 3 et de Promotion n'ont pas de dimanche libre en octobre et novembre, tandis que les formations des deux divisions supérieures bénéficient de deux dimanches de repos. Cela est dû à la participation de l'équipe nationale à des compétitions internationales.

### Résultats
- 64 équipes, 32 rencontres, jouées le 31 août 1963 et le 1er septembre 1963.
  - Deux formations de l'élite passent à la trappe. Si Beringen (qui terminera pourtant vice-champion national cette saison-là) est sorti d'entrée par Waregem, néo promu en D2, l'autre élimination est plus sensationnelle: le Club Liégeois est éliminé par les « Promotionnaires » du CS Brainois.
  - Outre Braine, trois autres clubs de Promotion franchissent ce tour.
  - Quatre formations de Division 3 se qualifient, mais deux sont issues d'oppositions « entre D3 ».
  - On assiste au premier derby verviétois en match officiel depuis 7 ans. Lors de la saison 55-56 (celle-là même où la Coupe fut organisée pour la dernière fois), le « CS » et le « SRU » étaient tous deux en Division 2. Il faudra attendre la saison 1980-1981 pour retrouver les « frères ennemis » de la cité lainière dans la même série, à savoir en « Promotion ».
  - Détail amusant, pour cette reprise de la Coupe, le FC Brugeois retrouve l'adversaire chez lequel il avait été étrillé (6-1)  - en alignant son équipe « Réserves » - huit ans plus tôt. Cette fois, les « Blauw en Zwart » passent aisément.
  - Comme on peut le constater avec le match « n° TD-07 », lors des « bottés de penalties », une équipe tire 5 fois puis l'autre en fait de même. En cas d'égalité, les cinq premiers tireurs recommencent suivis par les cinq botteurs de l'équipe adverse.

| OT    | Dates      | à domicile                        | en déplacement                     | Scores | « Penalties »  |
| ----- | ---------- | --------------------------------- | ---------------------------------- | ------ | -------------- |
| TD-01 | 01/09/1963 | AS Oostende KM (II)               | White Star Ieper (P)               | 4-1    |                |
| TD-02 | 01/09/1963 | K. SV Blankenberge (P)            | K. RC Mechelen (II)                | 3-3    | 4-3            |
| TD-03 | 01/09/1963 | K. SC Eendracht Aalst (II)        | K. FC Winterslag (P)               | 2-0    |                |
| TD-04 | 01/09/1963 | K. Vereniging CS Yprois (P)       | R. Tilleur FC (II)                 | 2-1    |                |
| TD-05 | 01/09/1963 | SK Beveren-Waes (-III)            | Patro Eisden (II)                  | 5-1    |                |
| TD-06 | 01/09/1963 | K. FC Diest (I)                   | K. SV Sottegem (III)               | 5-2    |                |
| TD-07 | 01/09/1963 | K. St-Truidense VV (I)            | R. Entente Sportive Jamboise (III) | 2-2    | 8-6 (4-4, 4-2) |
| TD-08 | 01/09/1963 | K. Kortrijk Sport (II)            | R. Wavre Sport (P)                 | 1-3    |                |
| TD-09 | 01/09/1963 | R. AA Louvièroise (-P)            | R. Crossing Club de Molenbeek (II) | 2-7    |                |
| TD-10 | 31/08/1963 | K. Willebroekse SV (III)          | R Charleroi SC (II)                | 3-2    |                |
| TD-11 | 01/09/1963 | K. OLSE Merksem SC(-III)          | V&V Overpelt-Fabriek (III)         | 6-2    |                |
| TD-12 | 01/09/1963 | SRU Verviers (-P)                 | R. CS Verviétois (II)              | 0-2    |                |
| TD-13 | 01/09/1963 | K. SV Waregem (-II)               | K. Beringen FC (I)                 | 3-2    |                |
| TD-14 | 01/09/1963 | K. FC Turnhout (-I)               | K. SK Roeselare (III)              | 2-2    | 4-1            |
| TD-15 | 01/09/1963 | R. Beerschot AC (I)               | K. SC Maccabi Antwerpen (-P)       | 5-1    |                |
| TD-16 | 01/09/1963 | K. Lierse SK (I)                  | R. Racing FC Montegnée (III)       | 2-1    |                |
| TD-17 | 01/09/1963 | R. Olympic Club Charleroi (-II)   | AS Eupen (P)                       | 2-1    |                |
| TD-18 | 31/08/1963 | R. CS Brugeois (I)                | R. FC Sérésien (III)               | 1-1    | 4-1            |
| TD-19 | 01/09/1963 | UR Namur (II)                     | VC Zwevegem Sport (III)            | 5-0    |                |
| TD-20 | 01/09/1963 | K. Boom FC (-II)                  | R. SC Anderlechtois (I)            | 1-4    |                |
| TD-21 | 01/09/1963 | R. FC Brugeois (I)                | FC Waeslandia Burght (III)         | 4-1    |                |
| TD-22 | 01/09/1963 | R. Antwerp FC (I)                 | K. Lyra (III)                      | 4-0    |                |
| TD-23 | 01/09/1963 | R. Daring CB (I)                  | K. FC Verbroedering Geel (P)       | 4-0    |                |
| TD-24 | 01/09/1963 | K. VV Vlug & Vrij Stokkem (p-Lim) | K. FC Malinois (-I)                | 1-1    | 2-3            |
| TD-25 | 01/09/1963 | K. Wezel Sport FC (III)           | Union Saint-Gilloise (SR) (-II)    | 0-2    |                |
| TD-26 | 01/09/1963 | K. Waterschei SV THOR Genk (-III) | K. St-Niklaasse SK (III)           | 0-1    |                |
| TD-27 | 01/09/1963 | R. FC Liégeois (I)                | R. CS Brainois (-P)                | 0-0    | 2-3            |
| TD-28 | 01/09/1963 | K. Daring Club Leuven (III)       | ARA La Gantoise (I)                | 0-1    |                |
| TD-29 | 01/09/1963 | R. FC La Rhodienne (-III 1)       | R. Standard CL (I)                 | 1-4    |                |
| TD-30 | 01/09/1963 | Union Momalloise (P)              | R. Racing White (II)               | 0-1    |                |
| TD-31 | 01/09/1963 | K. FC Herentals (II)              | R. Uccle Sport (III)               | 7-3    |                |
| TD-32 | 01/09/1963 | R. Stade Waremmien FC (III)       | K. Berchem Sport (I)               | 1-2    |                |

1 Le R. FC La Rhodienne évolue en « Promotion » jusqu'au terme de la saison 1962-1963. Ensuite, le club échange son matricule avec celui du Racing CB - qui s'unit (pas de fusion) avec le R. White Star AC pour former le R. Racing White - . La Rhodienne prend la place du Racing CB en « Division 3 ».

#### Trente-deuxièmes de finale - Fiches techniques
Pour faciliter la lecture, les rencontres sont proposées par groupes de huit selon l'ordre du tirage au sort initial.

## Seizièmes de finale
Le tirage au sort est effectué dès le lundi 2 septembre 1963. Les 32 qualifiés du tour précédents sont répartis par « un tirage au sort intégral ». Trois duels entre équipes de D1 sont ainsi programmés, alors que les Anversois de Willebroek, pensionnaires de D3, héritent, à domicile, d'un club de Promotion.

### Résultats
L'URBSFA ayant « oublié » de fixer une date, ce sont les clubs qui procèdent aux arrangements nécessaires pour planifier les rencontres. Les critiques fusent chez les observateurs et chroniqueurs de l'époque, car un délayage dans la durée est contre-productif pour faire gagner l'épreuve en notoriété. Les 1/16e de finale de cette 9e édition se déroulent sur pratiquement un mois, entre le 19 octobre et le 13 novembre 1963.
Le tableau ci-dessous liste les rencontres selon le tirage au sort initial. Huit rencontres sont jouées « en concurrence » avec le déplacement des « Diables rouges » aux Pays-Bas, le dimanche 20 octobre 1963 !
| OT    | Date              | à domicile                         | en déplacement                     | Scores | Départages |
| ----- | ----------------- | ---------------------------------- | ---------------------------------- | ------ | ---------- |
| SF-01 | 31 octobre 1963   | SK Beveren-Waes ( III)             | R. Olympic Club de Charleroi ( II) | 0-1    |            |
| SF-02 | 20 octobre 1963   | R. CS Verviétois (II)              | K. Lierse SK (I)                   | 2-3    |            |
| SF-03 | 31 octobre 1963   | R. CS Brugeois (I)                 | K. Vereniging CS Yprois (P)        | 2-0    |            |
| SF-04 | 20 octobre 1963   | R. Crossing Club de Molenbeek (II) | R. Daring CB (I)                   | 0-1    |            |
| SF-05 | 1er novembre 1963 | K. SV Waregem ( II)                | K. OLSE Merksem SC ( III)          | 1-4    |            |
| SF-06 | 20 octobre 1963   | K. FC Herentals (II)               | UR Namur (II)                      | 2-0    |            |
| SF-07 | 13 novembre 1963  | ARA La Gantoise (I)                | R. CS Brainois ( P)                | 7-1    |            |
| SF-08 | 1er novembre 1963 | K. Willebroekse SV (III)           | R. Wavre Sport (P)                 | 3-1    |            |
| SF-09 | 11 novembre 1963  | K. St-Niklaasse SK (III)           | K. Berchem Sport (I)               | 3-0    |            |
| SF-10 | 20 octobre 1963   | R. Racing White (II)               | K. FC Turnhout ( I)                | 4-1    |            |
| SF-11 | 19 octobre 1963   | R. Standard CL (I)                 | AS Oostende KM (II)                | 6-2    |            |
| SF-12 | 1er novembre 1963 | K. SV Blankenberge (P)             | R. Antwerp FC (I)                  | 1-5    |            |
| SF-13 | 20 octobre 1963   | R. FC Brugeois (I)                 | K. St-Truidense VV (I)             | 1-0    |            |
| SF-14 | 20 octobre 1963   | K. FC Diest (I)                    | R. FC Malinois ( I)                | 5-1    |            |
| SF-15 | 20 octobre 1963   | K. SC Eendracht Aalst (II)         | Union St-Gilloise ( II)            | 1-1    | 5-3        |
| SF-16 | 5 novembre 1963   | R. Beerschot AC (I)                | R. SC Anderlechtois (I)            | 1-2    |            |

#### Seizièmes de finale - Fiches techniques
Pour faciliter la lecture, les rencontres sont proposées par groupes de quatre dans l'ordre chronologique suivant lequel elles sont jouées.

## Huitièmes de finale
Neuf jours après que soit joué le dernier 1/16e de finale, se déroule un fait qui, quatre-vingts ans plus tard, soulève encore débats, interrogations, doutes, le plus souvent de façon passionnée. Ce drame qui semble ne pas encore avoir livré tous ses mystères se déroule le vendredi 22 novembre 1963. Le 35e Président des États-Unis, John Fitzgerald Kennedy est assassiné, en pleine journée, alors qu'il traverse la ville Dallas au Texas, en cortège dans une voiture découverte. Les funérailles du chef d'État se déroule trois jours plus tard. Une semaine après l'événement, le 29 novembre 1963  soit deux jours avant les premiers 1/8e de finale de la 9e Coupe de Belgique,  la Commission Warren chargée de l'enquête sur ce drame est officiellement mise en place. À terme, ses conclusions finales ont autant de partisans que d'opposants...
Voilà donc le contexte de cette fin d'année 1963.

### Participants
Il n'y a plus de clubs de « Promotion » encore en lice.
À partir de ce tour, les provinces de Limbourg et de Namur n'ont plus de représentants.

### Résultats
L'URBSFA planifie ces rencontres les 1er et 25 décembre 1963, soit à deux date réservées à des rencontres des « Diables rouges » (chronologiquement en Espagne et en Équipe de France de football) et donc libres pour les « D1 » et « D2 ». Mais en définitive, seulement trois matchs sont joués à la date initial du 1er décembre 1963 et ce tour s'étale jusqu'au 19 février 1964 !
Le tableau ci-dessous liste les rencontres selon le tirage au sort initial. Comme on le constate trois qualifications se jouent « aux bottés de penalties », La région bruxelloise perd deux de ses trois équipes, Bruges ses deux représentants et Liège son dernier engagé...
| OT   | Date              | à domicile                         | en déplacement            | Scores | Départages      |
| ---- | ----------------- | ---------------------------------- | ------------------------- | ------ | --------------- |
| HF-1 | 1er décembre 1963 | R. FC Brugeois (I)                 | K. FC Diest (I)           | 1-1    | 1-3             |
| HF-2 | 19 février 1964   | R. Antwerp FC (I)                  | K. Lierse SK (I)          | 4-1    |                 |
| HF-3 | 1er décembre 1963 | R. Daring CB (I)                   | R. CS Brugeois (I)        | 2-1    |                 |
| HF-4 | 25 décembre 1963  | R. Olympic Club de Charleroi ( II) | K. St-Niklaasse SK (III)  | 7-1    |                 |
| HF-5 | 25 décembre 1963  | K. FC Herentals (II)               | K. OLSE Merksem SC ( III) | 1-0    |                 |
| HF-6 | 29 janvier 1964   | R. Standard CL (I)                 | K. Willebroekse SV (III)  | 1-1    | 8-9 (4-4 ; 4-5) |
| HF-7 | 1er décembre 1963 | ARA La Gantoise (I)                | R. Racing White (II)      | 3-1    |                 |
| HF-8 | 5 février 1964    | K. SC Eendracht Aalst (II)         | R. SC Anderlechtois (I)   | 1-0    |                 |

#### Huitièmes de finale - Fiches techniques
Pour faciliter la lecture, les rencontres sont proposées par groupes de quatre dans l'ordre chronologique suivant lequel elles sont jouées.

## Quarts de finale
La fédération préconise que ces quarts de finale soient joués durant le week-end de Pâques, à savoir le dimanche 29 mars au plus tard. Finalement, aucun retard n'est enregistré car deux rencontres sont planifiées une semaine plus tôt.

### Participants
Les provinces de Flandre occidentale et de Liège n'ont plus de clubs engagés. Avec l'exploit de Willebroek les 3e divisions sont encore représentées. Les « anciennes questions » concernant l'intérêt des grands clubs pour l'épreuve restent au goût du jour. En atteste, la présence « modeste » de quatre équipes de « D1 » sur les huit derniers cercles en lice.

### Résultats
Le tableau ci-dessous liste les rencontres selon le tirage au sort initial. Le week-end des 21 et 22 mars, le championnat fait relâche car est programmé le traditionnel « Belgique-Hollande ». Des huit clubs encore concernés par la Coupe, l'Antwerp (Beyers avec les « B ») et Diest (Van Roosbroeck avec les « A » et L. Van Rompaeye avec les « B ») ont au moins un joueur sélectionné pour ce rendez-vous annuel contre nos « chers voisins » du Nord. Ces deux cercles maintiennent donc leur quart de finale à la date initialement proposée : le dimanche de Pâques. Par contre, afin de libérer leur week-end Pascal, les quatre autres formations avancent leur match de Coupe d'une semaine.
| OT   | Date         | à domicile                 | en déplacement                     | Scores | Départages |
| ---- | ------------ | -------------------------- | ---------------------------------- | ------ | ---------- |
| QF-1 | 22 mars 1964 | K. Willebroekse SV (III)   | K. FC Herentals (II)               | 1-3    |            |
| QF-2 | 29 mars 1964 | K. SC Eendracht Aalst (II) | R. Antwerp FC (I)                  | 4-2    |            |
| QF-3 | 21 mars 1964 | ARA La Gantoise (I)        | R. Olympic Club de Charleroi ( II) | 1-0    |            |
| QF-4 | 29 mars 1964 | K. FC Diest (I)            | R. Daring CB (I)                   | 3-2    |            |

#### Quarts de finale - Fiches techniques
Pour faciliter la lecture, les rencontres sont proposées dans l'ordre chronologique suivant lequel elles sont jouées.

## Demi-finales

### Participants
Il ne reste que trois provinces représentées, toutes trois néerlandophones. Deux « Division 1 » et autant de « Division 2 ». La question est dans toutes les chroniques, « va-t-on revivre le même scénario que huit ans plus tôt ? » En d'autres termes, les deux cercles de l'antichambre vont-ils atteindre la finale.

### Résultats
| OT   | Date        | à domicile          | en déplacement             | Scores | Départages |
| ---- | ----------- | ------------------- | -------------------------- | ------ | ---------- |
| DF-1 | 10 mai 1964 | ARA La Gantoise (I) | K. SC Eendracht Aalst (II) | 3-0    |            |
| DF-2 | 10 mai 1964 | K. FC Diest (I)     | K. FC Herentals (II)       | 1-0    |            |

| DF-1                       | ARA LA GANTOISE (I)                                                                                         | 3-0     | K. SC Eendracht Aalst (II)                                                                                       |                                                       |                                                       |
| dimanche 10 mai 1964 15h00 | Lambert (1-0) 33e · Storme (2-0) 79e · Segers (3-0) 83e                                                     | (1-0)   | | Jules Otten Spectateurs : 5 000 Arbitrage : M. Hauben | Jules Otten Spectateurs : 5 000 Arbitrage : M. Hauben |
| dimanche 10 mai 1964 15h00 | Le Soir |         | | Jules Otten Spectateurs : 5 000 Arbitrage : M. Hauben | Jules Otten Spectateurs : 5 000 Arbitrage : M. Hauben |
| dimanche 10 mai 1964 15h00 | Seghers (GK) Devreese, Vande Velde, Ro. De Baets, Denayer Ghellynck, Mahieu Segers, Lambert, Mayama, Storme | Équipes | Tack (GK) De Coninck, Rens, Lockefer, Van Cauwenberghe Suys, Van Houcke Schouppe, Ellegeert, Arijs, Van der Elst | Jules Otten Spectateurs : 5 000 Arbitrage : M. Hauben | Jules Otten Spectateurs : 5 000 Arbitrage : M. Hauben |

« Outsider » ?, « En déplacement » ? Qu’importe aux Alostois qui prennent leurs responsabilités dès le coup d’envoi et livrent une excellente entame de première période. Le « hic » est que la défense gantoise, bien en place, ne se laisse pas surprendre. Après la 20e minute, la domination territoriale visiteuse s’estompe et le jeu se cantonne essentiellement dans la partie centrale du terrain. La fin de la 1re mi-temps est sous la prédominance des « Buffalos ». Juste après la demi-heure, à la suite d'un coup franc qu’Urbain Segers frappe dans la grappe de joueurs massée devant les filets alostois. Éric Lambert hérite du ballon et le catapulte dans le but. On peut considérer que cet avantage conservé jusqu’au repos est flatteur pour les joueurs de « Division 1 ».
La seconde période connaît un déroulement différent. La Gantoise prend clairement le dessus sur un adversaire visiblement fatigué par les efforts consentis avant la pause. On ne peut pas affirmer que les « Buffalos » jouent bien. C’est surtout l’opposition des « Oignons » qui n’est plus suffisante. De plus, la qualité générale de la rencontre décline au fil que le temps passe. Ce n’est que dans le dernier quart d’heure que la différence définitive se fait. Les commentaires de l'époque considèrent qu'il s'agit d'une qualification sans grand éclat pour le « matricule 7 »  
| DF-2                       | K. FC DIEST (I) | 1-0     | K. FC Herentals (II) |                                   |                                   |
| dimanche 10 mai 1964 15h00 | Maes (1-0) 68e | (0-0)   | | de Warande Arbitrage : M. Burguet | de Warande Arbitrage : M. Burguet |
| dimanche 10 mai 1964 15h00 | Le Soir |         | | de Warande Arbitrage : M. Burguet | de Warande Arbitrage : M. Burguet |
| dimanche 10 mai 1964 15h00 | Goeleven (GK) Drijvers, Van Rompaeye, Herremans, Saenen Verleysen, Mariman Van Camp, Maes, Lievens, Van Roosbroeck | Équipes | Gebruers (GK) Bierten, Avondts, Bockx, Meurs J. Torfs, Van Snick Th. Torfs, Van den Auwelandt, Van Houdt, Van Orshaegen | de Warande Arbitrage : M. Burguet | de Warande Arbitrage : M. Burguet |

On assiste à une partie nettement déséquilibrée car amplement dominée par la formation évoluant parmi l’élite. Les Campinois ont choisi l’option « dresser un mur » devant leur but et ne prennent aucun risque superflu. Paradoxalement, les visiteurs étonnent en commençant la partie comme s’ils se disposaient en « 4-3-3 ». Mais il se confirme très rapidement que les « Rouges et Blancs » se cantonnent dans un strict schéma « 5-3-2 ». Ce choix tactique entraîne le fait que les Brabançons sont le plus souvent en nette infériorité dans les vingt derniers mètres. En sus, les joueurs de « Division 2 » appliquent une défense rugueuse qui contraint l’arbitre Monsieur Burguet à siffler un très grand nombre de fautes. La partie est donc sans réel rythme, fréquemment arrêtée et donc pas des plus amusantes à suivre. On ne compte plus le nombre de ballons frappés vers le domaine gardé par Gebruers, mais déviés tantôt par un tibia, tantôt par un dos, tantôt par un réflexe du pied... Diest touche deux fois le cadre et le gardien visiteur est secondé autant de fois pas un équipier replié à même la ligne de but.
La logique sportive est toutefois respectée car, à une grosse vingtaine de minutes de la fin, Marcel Maes marque de la tête à la suite d'un centre d’Henri Saenen. Libérée par ce but, l’équipe locale augmente sa pression mais ne parvient pas à creuser l’écart. Les visiteurs ont tout de même un petit moment de sursaut pour se porter vers l’avant, mais les « Blancs et Noirs » le contrôlent relativement aisément avant de reprendre l’ascendant. Sept minutes avant le coup de sifflet final, une dernière occasion nette échoit à Van Camp, lequel efface le gardien visiteur mais voit ensuite son essai renvoyé par le montant.

## Finale
L'apothéose de cette édition mérite ce titre. Le vieil adage populaire, les absents ont toujours tort, peut s'appliquer à cette vraie finale de coupe, avec ses rebondissements, ses anecdotes, et son héros: un écart de deux buts remonté, une victoire après prolongation grâce à un triplé, un envahissement de terrain trop hâtif, mais rapidement et paisiblement corrigé. 
À noter que l'entraîneur vainqueur est le même que celui qui avait remporté l'épreuve huit ans plus tôt, à la tête du RC Tournaisien !
Le trophée remis par Monsieur José Crahay au capitaine gantois Armand Seghers est, dans sa forme générale, celui que nous connaissons encore de nos jours.
| La Gantoise |

| FC Diest |

| La Gantoise |

| FC Diest |

| ARA La Gantoise : (4-2-4)     |                  |  |  |
|                               |                  |  |  |
| Gardien de but                | Armand Seghers   |  |  |
| Déf.                          | Antoine Devreese |  |  |
| Def.                          | Norbert Delmulle |  |  |
| Def.                          | Roger De Baets   |  |  |
| Def.                          | Noël Vande Velde |  |  |
| Mil.                          | Robert Mahieu    |  |  |
| Mil.                          | Lucien Ghellynck |  |  |
| Att.                          | Urbain Segers    |  |  |
| Att.                          | Éric Lambert     |  |  |
| Att.                          | Albert Mayama    |  |  |
| Att.                          | James Storme     |  |  |
| Entraîneur : Louis Verstraete |                  |  |  |
|                               |                  |  |  |

| K. FC Diest : (4-2-4)         |                       |  |  |
|                               |                       |  |  |
| Gardien de but                | Omer Goeleven         |  |  |
| Déf.                          | Jozef Drijvers        |  |  |
| Def.                          | Willy Karremans       |  |  |
| Def.                          | Louis Van Rompaey     |  |  |
| Def.                          | Henri Saenen          |  |  |
| Mil.                          | Siegried Mariman      |  |  |
| Mil.                          | Gérard Verleysen      |  |  |
| Att.                          | Jozef Van Camp        |  |  |
| Att.                          | Marcel Maes           |  |  |
| Att.                          | Eddy Lievens          |  |  |
| Att.                          | Julien Van Roosbroeck |  |  |
| Entraîneur : Marcel Vercammen |                       |  |  |
|                               |                       |  |  |

## Statistiques

### Générales
- Nombre de finales jouées : 9 - (36 buts marqués)
  - Nombre de finales avec prolongation : 2 (3 buts marqués)
  - Nombre de finales avec tirs au but : 0
- Joueurs expulsés en finale : 3
- Clubs participant aux finales :
  - Clubs de la plus haute division : 15
  - Clubs de deuxième division : 2
  - Clubs de troisième division : 1

### Par provinces
| # | Provinces                       | Vainqueurs | Finalistes | Total |
| - | ------------------------------- | ---------- | ---------- | ----- |
| 1 | Province d'Anvers               | 1          | 3          | 4     |
| 2 | Province de Brabant             | 4          | 1          | 5     |
| 3 | Province de Flandre-Occidentale | 1          | 2          | 3     |
| 4 | Province de Flandre-Orientale   | 1          | 1          | 2     |
| 5 | Province de Hainaut             | 1          | 0          | 1     |
| 6 | Province de Liège               | 1          | 1          | 2     |
| 7 | Province de Limbourg            | 0          | 1          | 1     |
| 8 | Province de Luxembourg          | 0          | 0          | 0     |
| 9 | Province de Namur               | 0          | 0          | 0     |

| # | Provinces                   | Victoires | Place de finaliste | Total |
| - | --------------------------- | --------- | ------------------ | ----- |
| 1 | Province du Brabant flamand | 0         | 1                  | 1     |
| 2 | Province de Brabant wallon  | 0         | 0                  | 0     |
| 3 | Bruxelles                   | 4         | 0                  | 4     |

### Clubs avec plus d'une victoire
Union St-Gilloise: 2